# Scarabaeus sanctus
Scarabaeus sanctus är en skalbaggsart som beskrevs av Johan Christian Fabricius 1798. Scarabaeus sanctus ingår i släktet Scarabaeus och familjen bladhorningar. Inga underarter finns listade i Catalogue of Life.